# J't'écris
Albums de Eric Charden
Promène Au milieu
J't'écris est le dixième album solo d'Eric Charden, sorti en 1980. Il existe deux pochettes une commerciale et l'autre hors commerce. 

## Liste des titres
1. Touch’pas mon transistor
2. J’t’écris ou la 5e guerre mondiale
3. J’prends le bateau
4. Allez bijou
5. L’été s’ra chaud
6. Félicien
7. Mécanique
8. Le petit vieillard de China Town dixit Dylan
9. Allume
10. J’veux un show bien chaud